# Stanisław Żółtek
Stanisław Józef Żółtek (ur. 7 maja 1956 w Krakowie) – polski polityk i przedsiębiorca, wieloletni działacz Unii Polityki Realnej, wiceprezes tej partii i p.o. jej prezesa, następnie wiceprezes i prezes Kongresu Nowej Prawicy, prezes PolExitu, w latach 1997–1998 wiceprezydent Krakowa, deputowany do Parlamentu Europejskiego VIII kadencji. Kandydat na urząd prezydenta RP w pierwszych i drugich wyborach w 2020.

## Życiorys
Ukończył XIII Liceum Ogólnokształcące im. Bohaterów Westerplatte w Krakowie. Następnie odbył studia matematyczne na Uniwersytecie Jagiellońskim, uzyskał absolutorium, nie podchodząc do obrony pracy magisterskiej. W okresie PRL utrzymywał się m.in. z korepetycji oraz prac podejmowanych poza granicami Polski. W latach 1987–1993 prowadził własną działalność gospodarczą.
W 1991 wstąpił do Unii Polityki Realnej, z ramienia której bez powodzenia ubiegał się w wyborach w 1993 o mandat poselski w województwie krakowskim. W 1994 po raz pierwszy uzyskał mandat w Radzie Miasta Krakowa z listy prawicowego komitetu. W latach 1997–1998 w ramach lokalnej koalicji UPR z Unią Wolności pełnił funkcję wiceprezydenta Krakowa w zarządzie Józefa Lassoty. W 1998 został ponownie wybrany, startując ze wspólnej listy tworzonej przez UW, UPR i Blok Inicjatyw Osiedlowych. W wyborach w 2001 bez powodzenia kandydował do Sejmu z ramienia Platformy Obywatelskiej (w ramach porozumienia wyborczego UPR z PO), startując jako kandydat UPR z ostatniego miejsca na liście okręgowej.
W lutym 2002 został zatrzymany przez funkcjonariuszy CBŚ, a następnie tymczasowo aresztowany pod zarzutem rzekomego łapownictwa. Był podejrzany, że w drugiej połowie 1998, będąc wiceprezydentem Krakowa, przyjął korzyść majątkową w wysokości 20 tysięcy złotych w zamian za przyspieszenie wykwaterowania mieszkańców krakowskiej oficyny. Stanisław Żółtek został zwolniony po czterech miesiącach. W tym samym roku ponownie kandydował z ramienia UPR w wyborach samorządowych – tym razem do sejmiku małopolskiego (lista UPR nie przekroczyła progu wyborczego). W październiku 2006 został uniewinniony od popełnienia zarzucanych mu czynów. W czerwcu 2010 zasądzono na jego rzecz odszkodowanie w wysokości 120 tysięcy złotych za niesłuszne aresztowanie.
Bez powodzenia kandydował w kolejnych wyborach: parlamentarnych w 2005 do Sejmu z listy Platformy Janusza Korwin-Mikke (partii zarejestrowanej na potrzeby tych wyborów przez działaczy UPR) w okręgu krakowskim, samorządowych w 2006 z listy Komitetu Wyborczego Wyborców Lassota (byłego prezydenta Krakowa) i parlamentarnych w 2007 również do Sejmu w tym samym okręgu z listy Ligi Polskich Rodzin (w ramach porozumienia wyborczego Liga Prawicy Rzeczypospolitej). W maju 2008, w związku z brakiem rejestracji kandydata UPR w wyborach uzupełniających w Krośnie, prezes UPR Wojciech Popiela zrezygnował ze stanowiska. Pełniącym obowiązki prezesa został automatycznie Stanisław Żółtek, jako dotychczasowy pierwszy wiceprezes partii. Pełnił tę funkcję do czerwca tegoż roku, gdy wybrano nowego prezesa. W następnym roku kandydował w wyborach do Parlamentu Europejskiego w okręgu nr 10, nie uzyskując mandatu.
W lutym 2010 jeden z organów UPR na posiedzeniu w Krakowie wybrał Stanisława Żółtka na nowego prezesa partii. Wybór zakwestionowała część działaczy partii skupiona wokół Magdaleny Kocik, która została wcześniej wybrana na prezesa przez swych zwolenników. Na konferencji zorganizowanej przez partię Wolność i Praworządność Stanisław Żółtek w imieniu UPR poparł kandydaturę Janusza Korwin-Mikkego w wyborach prezydenckich. W tym samym miesiącu został wykluczony z UPR przez straż partii popierającą Magdalenę Kocik. W marcu 2011 Sąd Okręgowy w Warszawie oddalił wniosek o wpisanie Stanisława Żółtka (kwestionującego zmiany w partii) do ewidencji jako prezesa UPR, jego apelację oddalił Sąd Apelacyjny w Warszawie w lipcu 2011. W międzyczasie kandydował w wyborach samorządowych w 2010 z ramienia KWW Ruch Wyborców Janusza Korwin-Mikke, zajmując 4. miejsce spośród 6 kandydatów na prezydenta Krakowa, uzyskawszy 1,56% głosów. W drugiej turze udzielił poparcia Jackowi Majchrowskiemu. Bezskutecznie ubiegał się również o mandat radnego Krakowa.
Został wiceprezesem partii Kongres Nowej Prawicy, zarejestrowanej 25 marca 2011 (pierwotnie jako Unia Polityki Realnej – Wolność i Praworządność). Z ramienia tej partii startował do Sejmu w wyborach w 2011. W wyborach do Parlamentu Europejskiego w 2014, będąc liderem listy KNP w okręgu krakowskim, uzyskał mandat europosła VIII kadencji, otrzymawszy 27 995 głosów. W trakcie kadencji wskazywano na częste absencje w głosowaniach w porównaniu z innymi deputowanymi. Pod koniec kadencji miał 74,4% obecności na głosowaniach. W styczniu 2015 wspólnie z Michałem Marusikiem oraz innymi członkami Konwentyklu Kongresu Nowej Prawicy był zwolennikiem odwołania Janusza Korwin-Mikkego z funkcji prezesa tej partii. W czerwcu 2015 przystąpił w PE do nowo powołanej frakcji Europa Narodów i Wolności. 28 stycznia 2017 objął funkcję prezesa KNP.
W styczniu 2019 ogłosił powstanie nowej formacji politycznej pod swoim kierownictwem – eurosceptycznej partii PolExit, głoszącej hasło wystąpienia Polski z Unii Europejskiej (pół roku później przerejestrowanej na Zgodę, która jednak pół roku później powróciła do poprzedniej nazwy). Zasiadał również w 2019 w zarządzie powołanej przez środowisko KNP i PolExitu partii Odpowiedzialność (która potem się uniezależniła). W wyborach w 2019 bezskutecznie ubiegał się o europarlamentarną reelekcję z listy komitetu PolExit-Koalicja.
W tym samym roku jako przedstawiciel KNP otwierał jedyną zarejestrowaną listę Prawicy Rzeczypospolitej (z którą porozumiał się KNP); nie uzyskał mandatu poselskiego. Został później ogłoszony kandydatem KNP i PolExitu w wyborach prezydenckich w 2020. W kwietniu 2020 Państwowa Komisja Wyborcza zarejestrowała jego kandydaturę w tych wyborach, jednakże majowe głosowanie się nie odbyło. W czerwcu 2020 PKW zarejestrowała jego kandydaturę na powtórzone wybory w tymże miesiącu. W pierwszej turze otrzymał 45 419 głosów (0,23%), zajmując 7. miejsce wśród 11 kandydatów. W drugiej turze nie poparł żadnego kandydata.
W wyborach do Parlamentu Europejskiego w 2024 otwierał listę PolExitu (który utworzył ogólnopolski komitet wyborczy) w okręgu małopolsko-świętokrzyskim, nie uzyskując mandatu europosła X kadencji. W marcu 2025 PKW zarejestrowała jego komitet w wyborach prezydenckich; jeszcze w tym samym miesiącu ogłosił swoją rezygnację, popierając Grzegorza Brauna.

## Wyniki wyborcze
| Wybory | Komitet wyborczy                   | Komitet wyborczy                                     | Organ                             | Okręg                            | Wynik          |
| ------ | ---------------------------------- | ---------------------------------------------------- | --------------------------------- | -------------------------------- | -------------- |
| 1993   |                                    | Konserwatywno-Liberalna Partia Unia Polityki Realnej | Sejm II kadencji                  | nr 21                            | 220 (0,05%)    |
| 1994   |                                    | Prawica Razem                                        | Rada Miasta Krakowa               | nr 2                             | 647            |
| 1998   |                                    | Unia Wolności-UPR-RIO                                | Rada Miasta Krakowa               | nr 1                             | 950            |
| 2001   |                                    | Platforma Obywatelska                                | Sejm IV kadencji                  | nr 13                            | 4237 (0,98%)   |
| 2002   |                                    | Konserwatywno-Liberalna Partia Unia Polityki Realnej | Sejmik Województwa Małopolskiego  | nr 3                             | 4905 (2,54%)   |
| 2005   |                                    | Platforma Janusza Korwin-Mikke                       | Sejm V kadencji                   | nr 13                            | 3928 (0,93%)   |
| 2006   |                                    | KWW Lassota                                          | Rada Miasta Krakowa               | nr 2                             | 304            |
| 2007   |                                    | Liga Polskich Rodzin                                 | Sejm VI kadencji                  | nr 13                            | 3563 (0,63%)   |
| 2009   |                                    | Unia Polityki Realnej                                | Parlament Europejski VII kadencji | nr 10                            | 5534 (0,59%)   |
| 2010   |                                    | KWW Ruch Wyborców Janusza Korwin-Mikke               | Prezydent miasta Krakowa          | Prezydent miasta Krakowa         | 3920 (1,56%)   |
| 2010   | Rada Miasta Krakowa                | KWW Ruch Wyborców Janusza Korwin-Mikke               | nr 1                              | 993                              |                |
| 2011   |                                    | Nowa Prawica – Janusza Korwin-Mikke                  | Sejm VII kadencji                 | nr 13                            | 9260 (1,83%)   |
| 2014   | Parlament Europejski VIII kadencji | Nowa Prawica – Janusza Korwin-Mikke                  | nr 10                             | 27 995 (3,06%)                   |                |
| 2019   |                                    | PolExit-Koalicja                                     | nr 10                             | Parlament Europejski IX kadencji | 1710 (0,10%)   |
| 2019   |                                    | Prawica                                              | Sejm IX kadencji                  | nr 13                            | 394 (0,06%)    |
| 2020   |                                    | KW Kandydata na Prezydenta RP Stanisława Żółtka      | Prezydent RP                      | Prezydent RP                     | 45 419 (0,23%) |
| 2024   |                                    | PolExit                                              | Parlament Europejski X kadencji   | nr 10                            | 2165 (0,15%)   |